# Nine Percent
Nine Percent (Nghĩa đen: 9%, Tiếng Trung: 百分九少年; thường được viết cách điệu là NINE PERCENT) là nhóm nhạc nam Trung Quốc, được thành lập từ chương trình Truyền hình thực tế Idol Producer của iQIYI vào năm 2018. Họ chính thức ra mắt vào ngày 6 tháng 4 năm 2018 với 9 thành viên là Thái Từ Khôn, Trần Lập Nông, Phạm Thừa Thừa, Justin (Hoàng Minh Hạo), Lâm Ngạn Tuấn, Chu Chính Đình, Vương Tử Dị, Tiểu Quỷ (Vương Lâm Khải) và Vưu Trưởng Tĩnh.

## Tên gọi
Nine Percent như ý nghĩa 9 người cuối cùng thành công debut sẽ mang theo ước mơ của cả thảy 100 người lúc mới tham gia Idol Producer mà tiếp tục tiến bước. Thuộc công ty chủ quản Công ty văn hoá nghệ thuật idol thế kỷ Bắc Kinh. Thành viên nhóm nhạc chính thức tốt nghiệp vào ngày 06/10/2019, mở ra một chặng hành trình mới cho mỗi người.
*Tên fandom: NINE's mang ý nghĩa "những điều kì diệu chỉ thuộc về NINE PERCENT"

## Lịch sử

### Trước khi ra mắt:Idol Producer
Idol Producer được chiếu trên mạng đầu tiên tại trang iQIYI, từ ngày 19 tháng 1 đến ngày 6 tháng 4 năm 2018 với sự tham gia 100 thực tập sinh đến từ 31 công ty quản lý khác nhau và tự do. 9 thí sinh chiến thắng cuối cùng của chương trình được ra mắt chính thức trong nhóm nhạc thần tượng.

### Chính thức ra mắt: Nine Percent
- Ngày 6 tháng 4 năm 2018, tập 12 - Tập Chung kết của chương trình Idol Producer được tổ chức và phát sóng trực tiếp trên trang iQIYI. Top 9 thí sinh chiến thắng cuối cùng được công bố thành lập nhóm nhạc thần tượng nam mới mang tên 9% - Nine Percent (tên tiếng Trung: 百分九少年/ Bách phần cửu thiếu niên) với ý nghĩa họ là 9 người chiến thắng cuối cùng trong 100 thực tập sinh tham dự, là 9% sẽ tiếp tục thực hiện ước mơ của 91% còn lại.
- Nhóm nhạc dự kiến sẽ hoạt động trong vòng 18 tháng sau khi Idol Producer kết thúc.

### Fanmeeting: THX with love
- Ngày 6/4, tại buổi công bố ra mắt, Nine Percent cũng được thông báo sẽ tổ chức fanmeeting toàn quốc và quay chương trình thực tế Bách phân cửu thiếu niên (百分九少年), được lên sóng vào trung tuần tháng 5/2018.
- Từ ngày 12-28/4/2018, Nine Percent đã có chuyến đi sang Los Angeles, Mỹ để tập huấn, luyện tập cho fanmeeting và thu âm ca khúc.
- Trong thời gian này, nhóm cũng đã nhận được nhiều hợp đồng quảng cáo từ các nhãn hiệu lớn như Dior, KFC, Meitu, Innisfree, Pizza Hut,... Một số thành viên cũng có quảng cáo và lịch trình làm việc riêng như Phạm Thừa Thừa (quay chương trình Running Brothers), Hoàng Minh Hạo, Chu Chính Đình, Trần Lập Nông, Thái Từ Khôn.
- Ngày 29/4/2018, Nine Percent quay về Trung Quốc, bắt đầu các lịch trình hoạt động chính thức trong nước và tổ chức fanmeeting cảm ơn mang tên THX with love, dự kiến tại 12 địa điểm trong nước và 6 địa điểm tại nước ngoài.

| Lịch trình Fanmeeting | Lịch trình Fanmeeting | Lịch trình Fanmeeting | Lịch trình Fanmeeting                                      |
| STT                   | Ngày tổ chức          | Địa điểm              | Hội trường                                                 |
| --------------------- | --------------------- | --------------------- | ---------------------------------------------------------- |
| 1                     | 5/5/2018              | Thượng Hải            | Trung tâm văn hóa Mercedes-Benz                            |
| 2                     | 6/5/2018              | Thượng Hải            | Trung tâm văn hóa Mercedes-Benz                            |
| 3                     | 19/5/2018             | Tuyền Châu            | Trung Tâm thể thao Tuyền Châu                              |
| 4                     | 26/5/2018             | Bắc Kinh              | Sân vận động Cadillac Arena                                |
| 5                     | 2/6/2018              | Thâm Quyến            | Bay Sports Center                                          |
| Dự kiến               |                       |                       |                                                            |
| 6                     | 9/6/2018              | Tế Nam                | Sân vận động Trung tâm thể thao Olympic Tế Nam             |
| 7                     | 16/6/2018             | Vũ Hán                | Optical Valley International Tennis Center                 |
| 8                     | 30/6/2018             | Hàng Châu             | Trung tâm thể thao Yellow Dragon                           |
| 9                     | 7/7/2018              | Hợp Phì               | Hefei Binhu International Convention and Exhibition Center |
| 10                    | 14/7/2018             | Nam Kinh              | Trung tâm thể thao Olympic Nam Kinh                        |
| 11                    | 21/7/2018             | Quảng Châu            | Trung tâm Thể thao Quốc tế Quảng Châu                      |
| 12                    | 4/8/2018              | Trùng Khánh           | Trung tâm Triển lãm Quốc tế Trùng Khánh                    |
| 13                    | 11/8/2018             | Thiên Tân             | Trung tâm thể thao Olympic Thiên Tân                       |

## Thành viên
- In đậm là nhóm trưởng, vị trí Center.
- Nhóm không chia vai trò cụ thể.
- 鉴于娱乐圈的官方身高未必真实[a]，下表数据是查核比对后的结果(±1cm)。

| Thứ hạng | Tên             | Tên           | Tên             | Tên               | Ngày sinh        | Chiều cao chân trần | Nơi sinh                         | Quốc tịch  | Công ty quản lý  | Tên Fandom | Màu tiếp ứng |
| Thứ hạng | Hán-Việt        | giản thể      | Latinh          | Tiếng Anh         | Ngày sinh        | Chiều cao chân trần | Nơi sinh                         | Quốc tịch  | Công ty quản lý  | Tên Fandom | Màu tiếp ứng |
| -------- | --------------- | ------------- | --------------- | ----------------- | ---------------- | ------------------- | -------------------------------- | ---------- | ---------------- | ---------- | ------------ |
| 1        | Thái Từ Khôn    | 蔡徐坤        | Cai Xu-Kun      | Kun               | 2 tháng 8, 1998  | 182 cm              | Ôn Châu, Chiết Giang, Trung Quốc | Trung Quốc | —                | IKUN       |              |
| 2        | Trần Lập Nông   | 陈立农        | Chen Li-Nong    | Leo               | 3 tháng 10, 2000 | 183.5 cm            | Cao Hùng, Đài Loan               | Đài Loan   | A Legend Star    | 农糖       |              |
| 3        | Phạm Thừa Thừa  | 范丞丞        | Fan Cheng-Cheng | Adam              | 16 tháng 6, 2000 | 183.5 cm            | Thanh Đảo, Sơn Đông, Trung Quốc  | Trung Quốc | Yuehua           | 丞星       |              |
| 4        | Hoàng Minh Hạo  | 黄明昊        | Huang Ming-Hao  | Justin            | 19 tháng 2, 2002 | 181 cm              | Ôn Châu, Chiết Giang, Trung Quốc | Trung Quốc | Yuehua           | Nana       |              |
| 5        | Lâm Ngạn Tuấn   | 林彦俊        | Lin Yan-Jun     | Evan              | 24 tháng 8, 1995 | 181 cm              | Hải Khẩu, Hải Nam, Trung Quốc    | Đài Loan   | Banana Culture   | Evanism    |              |
| 6        | Chu Chính Đình  | 朱正廷        | Zhu Zheng-Ting  | Theo (tiếng pháp) | 18 tháng 3, 1996 | 183 cm              | An Huy, Trung Quốc               | Trung Quốc | Yuehua           | 珍珠糖     |              |
| 7        | Vương Tử Dị     | 王子异        | Wang Zi-Yi      | Boogie            | 13 tháng 7, 1996 | 186 cm              | Thái Nguyên, Sơn Tây, Trung Quốc | Trung Quốc | Simply Joy Music | ISEE       |              |
| 8        | Vương Lâm Khải  | 小鬼 (王琳凯) | Wang Lin-Kai    | Lil Ghost         | 20 tháng 5, 1999 | 177 cm              | Yên Đài, Sơn Đông, Trung Quốc    | Trung Quốc | Gramarie         | 达琳       |              |
| 9        | Vưu Trưởng Tĩnh | 尤长靖        | You Zhang-Jing  | Azora Chin        | 19 tháng 9, 1994 | 174 cm              | Johor, Malaysia                  | Malaysia   | Banana Culture   | 西柚       |              |

## Hoạt động âm nhạc

### Các ca khúc khi tham gia Idol Producer
| Tên                                                     | Thông tin | Tham gia                                                             | Ghi chú                                                    |
| ------------------------------------------------------- | --- | -------------------------------------------------------------------- | ---------------------------------------------------------- |
| Ei Ei                                                   | - Phát hành: 16/1/2018 - Ngôn Ngữ: Mandarin - Lời: Lữ Dịch Thu | Cả nhóm                                                              | Ca khúc chủ đề Idol Producer                               |
| Firewalking                                             | - Phát hành: 16/3 2018 - Ngôn Ngữ: Mandarin - Nhạc: Andy Love, David Amber - Lời: Andy Love, David Amber, Từ Kỳ, Ryan S. Jhun - Hòa âm: David Amber, Ryan S. Jhun               | Trần Lập Nông Lâm Ngạn Tuấn                                          | Ca khúc Vòng đánh giá concept - Chương trình Idol Producer |
| Dream                                                   | - Phát hành: 16/3 2018 - Ngôn Ngữ: Mandarin - Nhạc: Albin Nordqvist，Jonatan Gusmark，Ludvig Evers - Lời: Albin Nordqvist，Jonatan Gusmark，Ludvig Evers - Hòa âm: Nam Woo Kwon | Phạm Thừa Thừa Justin Chu Chính Đình                                 | Ca khúc Vòng đánh giá concept - Chương trình Idol Producer |
| Anh vẫn mãi ghi nhớ (我永远记得) I will always remember | - Phát hành: 16/3 2018 - Ngôn Ngữ: Mandarin - Nhạc: SOE，M.Berly，K.Chozen - Lời: SOE，M.Berly，K.Chozen，Từ Kỳ - Hòa âm: K.Chozen                                              | Vương Tử Dị Vưu Trưởng Tĩnh                                          | Ca khúc Vòng đánh giá concept - Chương trình Idol Producer |
| Hãy nghe tôi nói (听听我说的吧) Listen what I say       | - Phát hành: 16/3 2018 - Ngôn Ngữ: Mandarin - Nhạc: Lil Fish - Lời: OGON，Lữ Dịch Thu - Hòa âm: OGON，Lil Fish，Trịnh Nam                                                       | Thái Từ Khôn Tiểu Quỷ                                                | Ca khúc Vòng đánh giá concept - Chương trình Idol Producer |
| It's OK                                                 | - Phát hành: 6/4/ 2018 - Ngôn Ngữ: Mandarin - Nhạc: EDEN/ NATHAN Rivr/ WOODZ - Lời: Lữ Dịch Thu - Hòa âm: EDEN/ NATHAN Rivr/ WOODZ                                              | Justin Lâm Ngạn Tuấn Tiểu Quỷ Vưu Trưởng Tĩnh                        | Ca khúc Vòng đánh giá ra mắt - Chương trình Idol Producer  |
| Mack Daddy                                              | - Phát hành: 6/4/ 2018 - Ngôn Ngữ: Mandarin - Nhạc: Drew Ryan Scott, A-Dee - Lời: Lữ Dịch Thu - Hòa âm: A-Dee, Trịnh Nam                                                        | Thái Từ Khôn Trần Lập Nông Phạm Thừa Thừa Chu Chính Đình Vương Tử Dị | Ca khúc Vòng đánh giá ra mắt - Chương trình Idol Producer  |

### Album phòng thu
| Tên          | Thông tin album                                                                                       | Danh sách bài hát | Doanh số         |
| ------------ | --- | --- | ---------------- |
| To the Nines | - Phát hành: 20 tháng 11,2018 - Ngôn ngữ: Tiếng Trung Quốc - Hãng đĩa: Sony Music Entertainment China | Danh sách bài hát 1. Kẻ Phá Luật (Rule Breaker) 2. I Need A Doctor 3. Good Things 4. 9% Tuyệt Vời (Hey Buddy) 5. Ei Ei 6. Chúng Ta Hãy Nhảy Cùng Nhau (Let's Dance Together) 7. Không Thể Rời Xa (Inseparable) | - TQ: 1,150,000+ |

### Đĩa đơn
| Tên                                                                                         | Năm  | Vị trí xếp hạng cao nhất | Doanh số        | Album        |
| Tên                                                                                         | Năm  | CHN                      | Doanh số        | Album        |
| ------------------------------------------------------------------------------------------- | ---- | ------------------------ | --------------- | ------------ |
| "Kẻ phá luật" (Rule Breaker)                                                                | 2018 | 75                       | - CHN: 400,000+ | To The Nines |
| "Không Thể Rời Xa" (Inseparable)                                                            | 2018 | —                        | - CHN: 120,000+ | To The Nines |
| "—" cho biết bài hát không lọt vào bảng xếp hạng hoặc không được phát hành tại khu vực này. |      |                          |                 |              |

### Một số bài hát khác
| Tên                                                                                         | Năm  | Vị trí xếp hạng cao nhất | Doanh số        | Album        |
| Tên                                                                                         | Năm  | CHN                      | Doanh số        | Album        |
| ------------------------------------------------------------------------------------------- | ---- | ------------------------ | --------------- | ------------ |
| "I Need A Doctor"                                                                           | 2018 | 6                        | - CHN: 250,000+ | To The Nines |
| "Good Things"                                                                               | 2018 | 14                       |                 | To The Nines |
| "—" cho biết bài hát không lọt vào bảng xếp hạng hoặc không được phát hành tại khu vực này. |      |                          |                 |              |

## Chương trình truyền hình
| Tiêu đề                                    | Kênh phát sóng | Vai trò              | Danh sách thành viên tham gia                                                                          | Ngày phát sóng         |
| ------------------------------------------ | -------------- | -------------------- | --- | ---------------------- |
| Idol Producer                              | IQiyi          | Thí sinh             | Cả nhóm                                                                                                | 19/01 - 06/04/2018     |
| Khoái lạc đại bản doanh                    | Hồ Nam TV      | Khách mời            | Cả nhóm (ngoại trừ Lâm Ngạn Tuấn)                                                                      | 03/02/2018             |
| Khoái lạc đại bản doanh                    | Hồ Nam TV      | Khách mời            | Cả nhóm                                                                                                | 02/06/2018             |
| Khoái lạc đại bản doanh                    | Hồ Nam TV      | Khách mời            | Phạm Thừa Thừa, Chu Chính Đình, Justin                                                                 | 07/07/2018             |
| Khoái lạc đại bản doanh                    | Hồ Nam TV      | Khách mời            | Justin - Hoàng Minh Hạo                                                                                | 05/01/2019             |
| Khoái lạc đại bản doanh                    | Hồ Nam TV      | Khách mời            | Justin - Hoàng Minh Hạo                                                                                | 12/01/2019             |
| Khoái lạc đại bản doanh                    | Hồ Nam TV      | Khách mời            | Lâm Ngạn Tuấn                                                                                          | 02/02/2019             |
| Khoái lạc đại bản doanh                    | Hồ Nam TV      | Khách mời            | Justin - Hoàng Minh Hạo                                                                                | 16/02/2019             |
| Khoái lạc đại bản doanh                    | Hồ Nam TV      | Khách mời            | Vương Tử Dị                                                                                            | 30/03/2019             |
| Khoái lạc đại bản doanh                    | Hồ Nam TV      | Khách mời            | Chu Chính Đình                                                                                         | 03/05/2019             |
| Khoái lạc đại bản doanh                    | Hồ Nam TV      | Khách mời            | Justin - Hoàng Minh Hạo                                                                                | 11/05/2019             |
| Khoái lạc đại bản doanh                    | Hồ Nam TV      | Khách mời            | Vưu Trưởng Tĩnh                                                                                        | 08/06/2019             |
| Khoái lạc đại bản doanh                    | Hồ Nam TV      | Khách mời            | Trần Lập Nông                                                                                          | 30/11/2019             |
| Khoái lạc đại bản doanh                    | Hồ Nam TV      | Khách mời            | Trần Lập Nông                                                                                          | 09/03/2020             |
| Khoái lạc đại bản doanh                    | Hồ Nam TV      | Khách mời            | Trần Lập Nông                                                                                          | 14/11/2020             |
| Khoái lạc đại bản doanh                    | Hồ Nam TV      | Khách mời            | Trần Lập Nông                                                                                          | 27/2/2021              |
| Khoái lạc đại bản doanh                    | Hồ Nam TV      | Khách mời            | Trần Lập Nông                                                                                          | 03/07/2021             |
| Running Brothers                           | Chiết Giang TV | Khách mời            | Phạm Thừa Thừa                                                                                         | 25/05/2018             |
| Running Brothers                           | Chiết Giang TV | Khách mời            | Cả nhóm (ngoại trừ Thái Từ Khôn)                                                                       | 22/06/2018             |
| Running Brothers                           | Chiết Giang TV | Khách mời            | Trần Lập Nông                                                                                          | 06/07/2018             |
| Running Brothers                           | Chiết Giang TV | Khách mời            | Trần Lập Nông                                                                                          | 12/07/2019             |
| Thiên thiên hướng thượng                   | Hồ Nam TV      | Khách mời            | Thái Từ Khôn                                                                                           | 24/06/2018             |
| Thiên thiên hướng thượng                   | Hồ Nam TV      | Khách mời            | Vương Tử Dị                                                                                            | 15/07/2018             |
| Thiên thiên hướng thượng                   | Hồ Nam TV      | Khách mời            | Vưu Trường Tĩnh                                                                                        | 27/01/2019             |
| Thiên thiên hướng thượng                   | Hồ Nam TV      | Khách mời            | Lâm Ngạn Tuấn, Tiểu Quỷ                                                                                | 17/03/2019             |
| Thiên thiên hướng thượng                   | Hồ Nam TV      | Khách mời            | Justin - Hoàng Minh Hạo                                                                                | 24/03/2019, 01/09/2019 |
| Thiên thiên hướng thượng                   | Hồ Nam TV      | Khách mời            | Trần Lập Nông                                                                                          | 16/08/2020             |
| IDOL HITS                                  | IQiyi          | Khách mời            | Cả nhóm                                                                                                | 23/11/2018             |
| Minh Tinh Đại Trinh Thám                   | Mango TV       | Khách mời            | Justin - Hoàng Minh Hạo                                                                                | 16/11 - 23/11/2018     |
| Hi! Bạn cùng phòng                         | IQiyi          | Thành viên           | Trần Lập Nông                                                                                          | 26/9 - 20/12/2018      |
| Thế giới Dũng Cảm                          | Mango TV       | Thành viên Khách mời | Justin (tất cả các tập trừ 6,7) Tiểu Quỷ (tập 1,8,9,10) Vương Tử Dị (tập 6,7) Chu Chính Đình (tập 4,5) | 2018                   |
| Nhà hàng hoàn mỹ                           | Youku          | Thành viên           | Trần Lập Nông, Justin, Vương Tử Dị, Vưu Trưởng Tĩnh                                                    | 2018                   |
| Khiêu chiến nào vũ trụ                     | Youku          | Thành viên           | Chu Chính Đình                                                                                         | 2018                   |
| Thực Quang Kì Diệu                         | IQiyi          | Khách mời            | Justin - Hoàng Minh Hạo, Chu Chính Đình, Tiểu Quỷ, Vưu Trưởng Tĩnh (tập 9, 10).                        | 2018                   |
| Căn Bếp Hoang Dã 1                         | Mango TV       | Thành viên           | Lâm Ngạn Tuấn                                                                                          | 2018                   |
| Miss Voice                                 | IQiyi          | Người đánh giá       | Trần Lập Nông                                                                                          | 2019                   |
| Chase Me                                   | Chiết Giang TV | Thành viên           | Phạm Thừa Thừa                                                                                         | 2019                   |
| Thanh xuân hoàn du kí                      | Chiết Giang TV | Thành viên           | Phạm Thừa Thừa                                                                                         | 2019                   |
| Hướng về cuộc sống mùa 3                   | Mango TV       | Khách mời            | Vưu Trưởng Tĩnh                                                                                        | 2019                   |
| Hoa lộ thanh xuân                          | IQiyi          | Thành viên           | Phạm Thừa Thừa, Tiểu Quỷ, Chu Chính Đình, Vưu Trưởng Tĩnh, Vương Tử Dị                                 | 2019                   |
| Thời Quang Tươi Đẹp                        | Chiết Giang TV | Thành viên           | Trần Lập Nông                                                                                          | 2020                   |
| Đại Hội Thể Thao Của Người Khổng Lồ Tí Hon | Mango TV       | Thành viên           | Trần Lập Nông                                                                                          | 2020                   |
| Dancing Diamond 52                         | 菱格世代       | Giám khảo            | Trần Lập Nông                                                                                          | 2020                   |
| Thanh Xuân Hoàn Du Ký mùa 2                | Chiết Giang TV | Thành viên           | Phạm Thừa Thừa                                                                                         | 2020                   |
| Đối tác trào lưu                           | IQiyi          | Thành viên           | Phạm Thừa Thừa                                                                                         | 2020                   |
| Đàn ông làm nội trợ 2                      | IQiyi          | Thành viên           | Phạm Thừa Thừa                                                                                         | 2020                   |
| Tôi muốn cuộc sống như vậy                 | IQiyi          | Thành viên           | Phạm Thừa Thừa                                                                                         | 2020                   |
| Bạn ơi hãy lắng nghe                       | MangoTV        | Khách mời            | Phạm Thừa Thừa                                                                                         | 2020                   |
| Keep Running mùa 4                         | Chiết Giang TV | Thành viên           | Thái Từ Khôn                                                                                           | 2020                   |
| Keep Running mùa 4                         | Chiết Giang TV | Khách mời            | Justin - Hoàng Minh Hạo (tập 2)                                                                        | 2020                   |
| Keep Running mùa 4                         | Chiết Giang TV | Khách mời            | Trần Lập Nông (tập 11)                                                                                 | 2020                   |
| Trốn Thoát Khỏi Mật Thất                   | Hồ Nam TV      | Thành viên           | Justin - Hoàng Minh Hạo                                                                                | 2020                   |
| Thanh Xuân Có Bạn 2                        | IQiyi          | Đại diện             | Thái Từ Khôn                                                                                           | 2021                   |
| Anh trai tràn đầy kiêu ngạo                | Mango TV       | Thành viên           | Trần Lập Nông                                                                                          | 2021                   |
| Boom! Heart                                | Mango TV       | Khách mời            | Trần Lập Nông (tập 11,12)                                                                              | 2021                   |
| Thanh Xuân Hoàn Du Ký mùa 3                |                | Thành viên           | Phạm Thừa Thừa                                                                                         | 2021                   |
| Keep Running mùa 5                         | Chiết Giang TV | Thành viên           | Thái Từ Khôn                                                                                           | 2021                   |
| Keep Running mùa 5                         | Chiết Giang TV | Khách mời            | Trần Lập Nông ( tập 13)                                                                                | 2021                   |
| Xin chào thứ 7                             | MangoTV        | Khách mời            | Trần Lập Nông                                                                                          | 2022                   |
| Bạn ơi hãy lắng nghe mùa 2                 | Mango TV       | Khách mời            | Trần Lập Nông (tập 7,8)                                                                                | 2022                   |
| Nhà hàng Trung Hoa mùa 6                   | MangoTV        | Thành viên           | Trần Lập Nông                                                                                          | 2022                   |